# Giro de Italia 1932
La 20.ª edición del Giro de Italia se disputó entre el 14 de mayo y el 5 de junio de 1932, con un recorrido de 13 etapas y 3235 km, que el vencedor completó a una velocidad media de 30,594 km/h. La carrera comenzó y terminó en Milán.
Tomaron la salida 109 participantes, de los cuales 66 terminaron la carrera. 
Antonio Pesenti se impuso en la clasificación general de esta edición, gracias a una escapada en la 7ª etapa. Jef Demuysere finalizó en segunda posición, siendo el mejor resultado hasta entonces de un ciclista no italiano. Remo Bertoni, tercero, les acompañó en el podio.
Este fue el primer Giro en el que la velocidad media del vencedor superaba los 30 km/h. Asimismo, Hermann Buse se convirtió en el primer ciclista alemán en conseguir un triunfo de etapa y el liderato de la prueba.

## Etapas
| Etapa      | Fecha     | Recorrido          | type             | Distancia (km) | Ganador          | Líder           |
| ---------- | --------- | ------------------ | ---------------- | -------------- | ---------------- | --------------- |
| 1.ª etapa  | 14 de may | Milán – Vicenza    | etapa llana      | 207            | Learco Guerra    | Learco Guerra   |
| 2.ª etapa  | 15 de may | Vicenza – Údine    | etapa llana      | 183            | Hermann Buse     | Hermann Buse    |
| 3.ª etapa  | 17 de may | Údine – Ferrara    | etapa llana      | 225            | Fabio Battesini  | Hermann Buse    |
| 4.ª etapa  | 18 de may | Ferrara – Rímini   | etapa de montaña | 215            | Learco Guerra    | Hermann Buse    |
| 5.ª etapa  | 20 de may | Rímini – Teramo    | etapa de montaña | 286            | Raffaele Di Paco | Hermann Buse    |
| 6.ª etapa  | 22 de may | Teramo – Lanciano  | etapa de montaña | 220            | Learco Guerra    | Hermann Buse    |
| 7.ª etapa  | 24 de may | Lanciano – Foggia  | etapa llana      | 280            | Antonio Pesenti  | Antonio Pesenti |
| 8.ª etapa  | 26 de may | Foggia – Nápoles   | etapa llana      | 217            | Learco Guerra    | Antonio Pesenti |
| 9.ª etapa  | 28 de may | Nápoles – Roma     | etapa llana      | 265            | Learco Guerra    | Antonio Pesenti |
| 10.ª etapa | 30 de may | Roma – Florencia   | etapa de montaña | 321            | Ettore Meini     | Antonio Pesenti |
| 11.ª etapa | 1 de jun  | Florencia – Génova | etapa de montaña | 276            | Remo Bertoni     | Antonio Pesenti |
| 12.ª etapa | 3 de jun  | Génova – Turín     | etapa de montaña | 267            | Ettore Meini     | Antonio Pesenti |
| 13.ª etapa | 5 de jun  | Turín – Milán      | etapa de montaña | 271            | Learco Guerra    | Antonio Pesenti |

## Clasificaciones

### Clasificación general
| Clasificación general |                   |         |                   |
| Ciclista              | Ciclista          | Equipo  | Tiempo            |
| --------------------- | ----------------- | ------- | ----------------- |
| 1.º                   | Antonio Pesenti   | Wolsit  | 105 h 42 min 41 s |
| 2.º                   | Jef Demuysere     | Ganna   | + 11 min 09 s     |
| 3.º                   | Remo Bertoni      | Legnano | + 12 min 27 s     |
| 4.º                   | Learco Guerra     | Maino   | + 16 min 34 s     |
| 5.º                   | Kurt Stöpel       | Atala   | + 17 min 21 s     |
| 6.º                   | Michele Mara      | Bianchi | + 17 min 48 s     |
| 7.º                   | Alfredo Binda     | Legnano | + 19 min 27 s     |
| 8.º                   | Luigi Barral      | Olympia | + 25 min 01 s     |
| 9.º                   | Felice Gremo      | Legnano | + 27 min 24 s     |
| 10.º                  | Renato Scorticati | Olympia | + 37 min 56 s     |

### Clasificación de extranjeros
| Clasificación de extranjeros |                  |            |                   |
| Ciclista                     | Ciclista         | Equipo     | Tiempo            |
| ---------------------------- | ---------------- | ---------- | ----------------- |
| 1.º                          | Jef Demuysere    | Ganna      | 105 h 53 min 50 s |
| 2.º                          | Kurt Stöpel      | Atala      | + 6 min 12 s      |
| 3.º                          | Julien Vervaecke | Ganna      | + 27 min 40 s     |
| 4.º                          | Hermann Buse     | Atala      | + 40 min 27 s     |
| 5.º                          | Raymond Louviot  | France Sp. | + 1 h 10 min 48 s |

### Clasificación de los corredores "aislados"
| Clasificación general de los "aislado" |                    |         |                   |
| Ciclista                               | Ciclista           | Equipo  | Tiempo            |
| -------------------------------------- | ------------------ | ------- | ----------------- |
| 1.º                                    | Aristide Cavallini | aislado | 106 h 27 min 19 s |
| 2.º                                    | Francesco Bonino   | aislado | + 1 min 59 s      |
| 3.º                                    | Agostino Bellandi  | aislado | + 4 min 02 s      |
| 4.º                                    | Ettore Balma Mion  | aislado | + 10 min 01 s     |
| 5.º                                    | Luigi Tramontini   | aislado | + 18 min 48 s     |

### Clasificación por equipos - Trofeo Morgagni
| 1.º | Legnano-Hutchinson   | 318 h 07 min 21 s |
| 2.º | Ganna-Dunlop         | + 47 min 02 s     |
| 3.º | Maino-Clément        | + 1 h 16 min 30 s |
| 4.º | Olympia-Superga      | + 1 h 25 min 12 s |
| 5.º | Atala-Hutchinson     | + 1 h 58 min 32 s |
| 6.º | Bianchi-Pirelli      | + 3 h 22 min 34 s |
| 7.º | France Sport-Pirelli | + 4 h 41 min 17 s |